# Choisel
Choisel is een gemeente in het Franse departement Yvelines (regio Île-de-France) en telt 513 inwoners (2005). De plaats maakt deel uit van het arrondissement Rambouillet.

## Geografie
De oppervlakte van Choisel bedraagt 8,7 km², de bevolkingsdichtheid is 59,0 inwoners per km².
De onderstaande kaart toont de ligging van Choisel met de belangrijkste infrastructuur en aangrenzende gemeenten.

## Demografie
Onderstaande figuur toont het verloop van het inwonertal (bron: INSEE-tellingen).